# Чаробни мач: У потрази за Камелотом
Чаробни мач: У потрази за Камелотом (енгл. Quest for Camelot или енгл. The Magic Sword: Quest for Camelot) је амерички анимирани мјузикл фантастични филм продукције Warner Bros. из 1998. године, у режији Фредерика Ду Чао. Врло слабо је темељен на роману Краљева госпа Вере Чапман. Гласове позајмљују Џесалин Гилсиг, Кери Елвес, Гари Олдман, Ерик Ајдл, Дон Риклс, Џалил Вајт, Џејн Симор, Пирс Броснан, Габријел Берн, Џон Гилгуд, Франк Велкер и Сара Рејн. Андреа Кор, Брајан Вајт, Селин Дион и Стив Пери су, између осталих, извели песме у филму.
У мају 1995. године, филм, првобитно назван Потрага за Светим гралом, најављен је као први пројекат Warner Bros. Feature Animation, са Билом Кројером као редитељем. Филм је кренуо у производњу касније те године, али је одложен када су аниматори распоређени да помогну да се заврши филм Свемирски баскет (1996). У међувремену, прича је у великој мери измењена, па је тако централни фокус на Свети грал замењен Екскалибуром. То је резултирало креативним разликама, у којима је Кројер замењен Ду Чаом. Касније су уследили значајни одласци особља анимације и менаџмента. Због проблема са продукцијом, објављивање филма је одложено за шест месеци, са новембра 1997. на мај 1998. године. Анимација је углавном рађена у Глендејлу, Калифорнија и Лондону.
Warner Bros. је издао Чаробни мач: У потрази за Камелотом 15. маја 1998. године под својом ознаком Family Entertainment. Добио је помешане до негативне критике и био је „скуп промашај”, зарадивши 38,1 милион америчких долара насупрот буџета од 40 милиона америчких долара. Једна од песама у филму, „Молитва”, освојила је награду Златни глобус за најбољу оригиналну песму и номинована је за Оскара за најбољу оригиналну песму.
Српску синхронизацију филма је 2002. године радио студио Мириус за VHS издања издавачке куће Tuck.

## Радња
Филм говори о девојци Кејли која жели бити витез Округлог стола у Камелоту. Још као врло малена изгуби оца сер Лајонела, такође витеза Округлог стола. Њега је убио сер Рубер док је с Лајонелом и осталим витезовима одрађивао службу. Рубер је побегао, а краљ Артур обећава лејди Јулијани, Кејлиној мајци, да су она и њена кћер увек добродошле у Камелоту.
Десет година касније, Рубер шаље свог грифона у Камелот, који тамо повреди краља Артура и украде мач Екскалибур, исти онај којим га је Артур поразио након смрти сер Лајонела. Међутим, Рубер није добио мач јер је Мерлин, Артуров дворски чаробњак, послао Ајдена (сокола сребрних крила) да га заштити.
Кејли је у међувремену чула за отмицу Екскалибура и одлучила га је вратити. Међутим, до ње долази Рубер, који планира отети њу и њену мајку како би дошао у Камелот и заузео престол. Од свог грифона сазнаје да је мач у Забрањеној шуми, па помоћу црне магије ствара чудовишта која ће га тамо пронаћи. Кејли успјева побећи те се након потере Руберових чудовишта нађе у Забрањеној шуми. Тамо среће слепог путника Герета и Мерлиновог сокола Ајдена. Увери их да с њом потраже Екскалибур.
Када Кејли и Герет дођу у Земљу Змајева упозају хумористичног, двоглавог змаја Девона и Корнвола. Они се не воле, не могу летети ни ригати ватру те због тога жарко желе бити одвојени. Након што су од тамо побегли Руберу и његовим војницима, Девон и Корнвол одлуче прекршити закон змајева и придружити се Кејли и Герету. Када су стали да преноће, Кејли открива Герету да је њен отац био сер Лајонел. Тада сазнаје да је Герет био коњушар у Камелоту. Једне је ноћи избио пожар и док спашавао коње је ослепео. Након несреће, Кејлин отац је једини веровао у њега и помогао му да се прилагоди.
Касније, они открију да Екскалибур није тамо где је испао Руберовом грифону. Због Кејлине непажње Герета ране Руберови војници. Њих, на срећу, зароби грм од трња, па су Кејли, Герет и змајеви успели побећи. Склонивши се у неку пећину, Кејли се извини Герету јер је одбила ћутати, па он није чуо Рубера и његове војнике. Он јој каже да је уреду. Тада схвате да су заљубљени, а Геретова рана исцели због чаробног шумског биља.
Наставивши потрагу, група се нађе у мрачној пећини. У њој живи огромна, камена неман која има мач Еxцалибур, те га користи као чачкалицу. Каyлеy успјева узети мач и поново побјећи Руберу.
Када се напокон нађу на излазу Забрањене шуме, Кејли позива Герета да пође до Камелота с њом. Он одбија и одлази, говорећи да због своје слепоће не припада том свету. Међутим, чим је изашла из шуме, Кејли сусретне Рубера који ју заточи, узме мач и магијом га припоји на своју руку. Девон и Корнвол, који су видели шта се догодило, појуре Герету па га увере да пође спасити Кејли. По први пут сарађујући, Девон и Корнвол успеју полетети и ригати ватру.
У дворцу, Рубер сретне и покуша убити краља Артура, али Кејли и Герет га зауставе и преваре тако да Рубер врати Екскалибур у камен. Из камена изађе плава магична зрака која уништи Руберова чудовишта, излечи Артурове ране те на крају уништи и самог Рубера. Такође одвоји и Девона и Корнвола, но при загрљају поново се споје.
На крају, након Руберове смрти, Артур извуче Екскалибур из камена, Кејли се уда за Герета, те постану витезови Округлог стола, што су одувек обоје и желели.

## Улоге
| Лик        | Оригинални глас                           | Српски глас                                      |
| ---------- | ----------------------------------------- | ------------------------------------------------ |
| Кејли      | Џесалин Гилсиг (говор) Андреа Кор (песме) | Татјана Станковић (говор) Тамара Кубурић (песме) |
| Герет      | Кери Елвес (говор) Брајан Вајт (песме)    | Горан Пековић (говор) Жељко Пливелић (песме)     |
| Рубер      | Гари Олдман                               | Зоран Миљковић                                   |
| Девон      | Ерик Ајдл                                 | Лако Николић                                     |
| Корнвол    | Дон Риклс                                 | Марко Живић                                      |
| Јулијана   | Џејн Симор (говор) Селин Дион (песме)     | Виолета Пековић (говор) Тамара Кубурић (песме)   |
| Краљ Артур | Пирс Броснан (говор) Стив Пери (песме)    | Марко Живић (говор) Жељко Пливелић (песме)       |
| Грифон     | Бронсон Пинчот                            | Горан Пековић                                    |
| Блејдбик   | Џалил Вајт                                | Виолета Пековић                                  |
| Лајонел    | Габријел Берн                             | Горан Пековић                                    |
| Мерлин     | Џон Гилгуд                                | Зоран Миљковић                                   |
| Мала Кејли | Сара Рајн                                 | Татјана Станковић                                |